# Saint-Simon-de-Pellouaille
Saint-Simon-de-Pellouaille település Franciaországban, Charente-Maritime megyében. Lakosainak száma 684 fő (2022. január 1.). Saint-Simon-de-Pellouaille Cravans, Gémozac, Rioux, Tesson és Villars-en-Pons községekkel határos.

## Népesség
A település népessége az elmúlt években az alábbi módon változott:
| Lakosok száma | 315  | 308  | 309  | 462  | 608  | 633  | 654  | 659  | 662  | 684  |
|               | 1968 | 1982 | 1990 | 2006 | 2013 | 2015 | 2017 | 2019 | 2020 | 2022 |